# Comtat de Walthall
El comtat de Walthall és un comtat de l'estat estatunidenc de Mississipi. Segons el cens del 2000, la població era de 15.156 habitants. La seu del comtat és Tylertown. El comtat rep el nom del general durant la guerra Civil dels Estats Units i senador de Mississipi Edward Cary Walthall.